# امپراتوری مراتا
امپراتوری مَراتا یا کنفدراسیون مَراتا یک امپراتوری نیرومند در هند از ۱۶۷۴ تا ۱۸۲۰ میلادی بود. در بیش‌ترین وسعت، امپراتوری مراتا منطقهٔ وسیعی به مساحت ۲٫۵ میلیون کیلومتر مربع را در بر می‌گرفت. قدرت بیش از حد مراتا عملاً به فرمانروایی مغولان بر هند خاتمه داد؛ در واقع مراتا دولتی مستقل را با جنگ‌های متعدد تشکیل دادند.
در ابتدا مراتاها گروهی کشاورز جنگاور بودند که در ناحیهٔ دَکَن می‌زیستند و به مرور زمان به داخل قلمرو عادلشاهیان و نظام‌شاهیان احمدنگر وارد شده و در آنجا سکونت گزیدند. امپراتوری مراتا توسط فردی به نام شیواجی تأسیس شد. او با انتخاب دژ رایگاد به عنوان پایتخت خویش، رسماً پادشاهی مراتا را مستقل اعلام کرد و به‌طور موفقیت‌آمیز بر ضد گورکانیان جنگید تا پادشاهی خود را حفظ کند. همچنین، مراتا طی طولانی‌ترین جنگ تاریخ هند که به جنگ ۲۷ ساله معروف شد، گورکانیان را از ۱۶۸۱ تا ۱۷۰۷ شکست دادند.

## تاریخچه

### شیواجی و نوادگانش
شیواجی (1630-1680) یک اشراف‌زاده مراتا از قبیله بونسل و بنیانگذار ایالت مراتا بود.  شیواجی در سال 1645 با فتح قلعه تورنا و به دنبال آن قلعه‌های بسیار دیگر، رهبری مقاومت علیه سلطنت بیجاپور را بر عهده داشت و منطقه را تحت کنترل خود درآورد و هندوی سواراجیا (حکومت خودگردان مردم هندو ) را تأسیس کرد  . او یک ایالت مستقل مراتا با پایتخت رایگاد ایجاد کرد  و با موفقیت علیه مغول‌ها برای دفاع از پادشاهی خود جنگید. او در سال 1674 به عنوان چاتراپاتی (حاکم) پادشاهی جدید مراتا تاجگذاری کرد. 
قلمرو مراتا تحت فرمان او حدود 4.1٪ از شبه قاره را تشکیل می‌داد، اما در مناطق وسیعی پراکنده بود. در زمان مرگ او،  با حدود 300 قلعه تقویت شده بود و حدود 40،000 سواره نظام و 50،000 سرباز و همچنین تأسیسات دریایی در امتداد ساحل غربی از آن دفاع می‌کردند. با گذشت زمان، پادشاهی از نظر اندازه و ناهمگونی افزایش یافت؛  تا زمان حکومت نوه‌اش، و بعداً در زمان پیشواها در اوایل قرن 18، به قلمرو وسیعی تبدیل شد. 
شیواجی دو پسر داشت: سمباجی و راجارام که مادران متفاوتی داشتند و برادران ناتنی بودند. در سال 1681، سمباجی پس از مرگ پدرش به سلطنت رسید و سیاست‌های توسعه‌طلبانه خود را از سر گرفت. سمباجی پیش از این پرتغالی‌ها و چیکا دوا رایا از میسور را شکست داده بود . برای خنثی کردن اتحاد بین پسر شورشی‌اش، اکبر، و مراتاها،  امپراتور مغول ، اورنگ زیب ، در سال 1681 به سمت جنوب حرکت کرد. او با تمام دربار امپراتوری، دولت و ارتشی حدود 500000 سرباز، به گسترش امپراتوری مغول پرداخت و سرزمین‌هایی مانند سلطان‌نشین‌های بیجاپور و گلکنده را به دست آورد . در طول هشت سال پس از آن، سمباجی مراتاها را با موفقیت علیه مغول‌ها رهبری کرد.  
در اوایل سال 1689، سمباجی فرماندهان خود را برای یک جلسه استراتژیک در سنگامشوار فراخواند تا حمله به نیروهای مغول را بررسی کنند. در یک عملیات دقیق برنامه‌ریزی شده، گانوجی و فرمانده اورنگ زیب، مکرب خان، در حالی که سمباجی تنها با چند نفر همراه بود، به سنگامشوار حمله کردند. سمباجی در 1 فوریه 1689 توسط نیروهای مغول کمین و دستگیر شد. او و مشاورش، کاوی کلاش ، توسط ارتش امپراتوری به بهادرگاد برده شدند و در 21 مارس 1689 توسط مغول‌ها اعدام شدند .  اورنگ زیب، سمباجی را مسئول حملات نیروهای مراتا به برهانپور کرده بود . 
پس از مرگ سمباجی، برادر ناتنی‌اش راجارام به تخت سلطنت نشست. محاصره ریگاد توسط مغول‌ها ادامه یافت و او مجبور شد برای حفظ جان خود به ویشالگاد و سپس به گینگی فرار کند . از آنجا، مراتهه‌ها به قلمرو مغول‌ها حمله کردند و بسیاری از قلعه‌ها توسط فرماندهان مراتهه مانند سانتاجی غورپاده ، داناجی جادهاو ، پارشورام پانت پراتینیدهی ، شانکاراجی نارایان ساچیف و ملگیری پاندیت بازپس گرفته شد. در سال 1697، راجارام پیشنهاد آتش‌بس داد اما این پیشنهاد توسط اورنگ زیب رد شد. راجارام در سال 1700 در سینهاگاد درگذشت . بیوه او، تارابای ، به نام پسرش شیواجی دوم ، قدرت را به دست گرفت . 
پس از مرگ اورنگ زیب در سال 1707، شاهو ، پسر سمباجی (و نوه شیواجی)، توسط بهادر شاه اول ، امپراتور جدید مغول، آزاد شد. با این حال، مادرش به عنوان گروگان نزد مغول‌ها نگه داشته شد تا اطمینان حاصل شود که شاهو به شرایط آزادی پایبند است. پس از آزادی، شاهو بلافاصله ادعای تاج و تخت مراتا را کرد و عمه‌اش تارابای و پسرش را به چالش کشید. جنگ پر هرج و مرج مغول و مراتا به یک ماجرای سه جانبه تبدیل شد. این امر منجر به ایجاد دو کرسی رقیب حکومتی در سال 1707 در ساتارا و کولهاپور به ترتیب توسط شاهو و تارابای شد. شاهو، بالاجی ویشوانات را به عنوان پیشوای خود منصوب کرد .  پیشوا در به رسمیت شناختن شاهو توسط مغول‌ها به عنوان وارث برحق شیواجی و چاتراپاتی مراتاها نقش مهمی داشت .  بالاجی همچنین در سال 1719 باعث آزادی مادر شاهو، یسوبای ، از اسارت مغولان شد. 
در زمان سلطنت شاهو، راگوجی بونسله پادشاهی را به سمت شرق گسترش داد. خاندرائو دبهاده و بعداً پسرش، تریامباکرائو، آن را به سمت غرب تا گجرات گسترش دادند.  پیشوا باجیرائو و سه رئیس او، پاوار ( دار )، هولکار ( ایندور ) و اسکیندیا ( گوالیور ) آن را به سمت شمال گسترش دادند. 

### دوران پیشوا
شاهو در سال ۱۷۱۳ بالاجی ویشوانات را به عنوان پیشوا منصوب کرد. اولین دستاورد بزرگ بالاجی ویشوانات، انعقاد پیمان لوناوالا در سال ۱۷۱۴ با کانهوجی آنگره ، قدرتمندترین فرمانده نیروی دریایی در ساحل غربی بود که بعدها شاهو را به عنوان چاتراپاتی پذیرفت. در سال ۱۷۱۹، مراتهه‌ها تحت فرمان بالاجی به همراه سید حسین علی ، فرماندار مغول دکن، به دهلی لشکرکشی کردند و فرخ‌سیار ، امپراتور مغول، را برکنار کردند .  امپراتور نوجوان جدید، رفیع الدرجات و دست‌نشانده برادران سید، به شاهو حق جمع‌آوری چاوت و سردشموکی را از شش استان مغولی دکن و همچنین مالکیت کامل سرزمین‌های تحت کنترل شیواجی در سال ۱۶۸۰ را اعطا کرد.  پس از مرگ بالاجی ویشوانات در آوریل ۱۷۲۰، پسرش، باجی رائو اول ، توسط شاهو به عنوان پیشوا منصوب شد. باجیرائو به خاطر گسترش ده برابری پادشاهی مراتا از 3٪ به 30٪ از چشم‌انداز مدرن هند در طول 1720-1740 شناخته می‌شود.  نبرد پالخد یک نبرد زمینی بود که در 28 فوریه 1728 در روستای پالخد، در نزدیکی شهر ناشیک، ماهاراشترا، هند بین باجی رائو اول و قمرالدین خان، آصف جاه اول از حیدرآباد، رخ داد. مراتاها نظام را شکست دادند . این نبرد نمونه‌ای از اجرای درخشان استراتژی نظامی در نظر گرفته می‌شود.  در سال 1737، مراتاها تحت فرماندهی باجیرائو اول در نبرد دهلی (1737) به حومه دهلی در یک حمله برق‌آسا حمله کردند.  نظام از دکن برای نجات مغول‌ها از حمله مراتاها حرکت کرد، اما در نبرد بوپال قاطعانه شکست خورد .  مراتهه‌ها خراج زیادی از مغول‌ها گرفتند و پیمانی امضا کردند که مالوا را به مراتهه‌ها واگذار می‌کرد.  نبرد واسای بین مراتهه‌ها و حاکمان پرتغالی واسای ، روستایی در ساحل شمالی نهر واسای، در 50 کیلومتری شمال بمبئی ، درگرفت . مراتهه‌ها توسط چیماجی آپا ، برادر باجی رائو، رهبری می‌شدند. پیروزی مراتهه‌ها در این جنگ دستاورد بزرگی در دوران باجی رائو بود.
پسر باجی رائو، بالاجی باجیرائو (ناناساصاحب)، علی‌رغم مخالفت سایر رؤسا، توسط شاهو به عنوان پیشوای بعدی منصوب شد. در سال 1740، نیروهای مراتهه، به رهبری راغوجی بونسل، به آرکوت حمله کردند و نواب آرکوت ، دوست علی، را در گذرگاه دامالچری شکست دادند. در جنگی که پس از آن رخ داد، دوست علی، یکی از پسرانش حسن علی، و چندین فرد برجسته دیگر جان باختند. این موفقیت اولیه بلافاصله اعتبار مراتهه را در جنوب افزایش داد. مراتهه‌ها از دامالچری به آرکوت پیشروی کردند که بدون مقاومت زیاد تسلیم آنها شد. سپس، راغوجی در دسامبر 1740 به تریچینوپولی حمله کرد. چاندا صاحب که قادر به مقاومت نبود، قلعه را در 14 مارس 1741 به راغوجی تسلیم کرد. چاندا صاحب و پسرش دستگیر و به ناگپور فرستاده شدند.  راجپوتانا نیز در این مدت مورد حملات مراتهه قرار گرفت.  در ژوئن 1756 لوئیس ماسکارنهاس، کنت آلوا (Conde de Alva)، نایب السلطنه پرتغالی در عملیاتی توسط ارتش ماراتا در گوا کشته شد.
پس از لشکرکشی موفقیت‌آمیز کارناتاکا و تریچینوپولی ، راگوجی از کارناتاکا بازگشت. او از سال 1741 تا 1748 شش لشکرکشی به بنگال انجام داد.  کنفدراسیون احیا شده مراتا در قرن 18 حملات وحشیانه‌ای را علیه ایالت مرفه بنگالی آغاز کرد که این امر به زوال نواب‌های بنگال دامن زد. در طول تهاجمات و اشغال بیهار  و بنگال غربی تا رودخانه هوگلی  و در طول اشغال بنگال غربی ، مراتاها جنایاتی را علیه مردم محلی مرتکب شدند.  جنایات مراتاها توسط منابع بنگالی و اروپایی ثبت شده است که گزارش می‌دهند مراتاها درخواست پرداخت پول می‌کردند و هر کسی را که نمی‌توانست پرداخت کند، شکنجه یا می‌کشتند. 
راغوجی توانست با بهره‌برداری موفقیت‌آمیز از شرایط آشفته‌ی بنگال پس از مرگ فرماندار آن ، مرشد قلی خان، در سال 1727، اودیشا را برای همیشه به پادشاهی خود ضمیمه کند. اودیشا که دائماً توسط بونسل‌ها مورد آزار و اذیت قرار می‌گرفت، بنگال و بخش‌هایی از بیهار از نظر اقتصادی ویران شده بودند. علیوردی خان، نواب بنگال، در سال 1751 با راغوجی صلح کرد و کاتک (اودیشا) را تا رودخانه سوبارناریکا واگذار کرد و موافقت کرد که سالانه 1.2 میلیون روپیه به عنوان چاوت برای بنگال و بیهار بپردازد. 
شهر دهلی بین سال‌های ۱۷۳۷ تا ۱۷۸۸ ده بار توسط مراتهه‌ها غارت شد. در این دوره، سربازان مراتهه به هزاران زن از جمله ۳۵۰ ملکه و شاهدخت مغول تجاوز کردند.  در ماه مه ۱۷۵۴، مالهار رائو هولکار با ۲۰۰۰۰ سرباز مراتهه به اردوگاه امپراتور احمد شاه در سکندرآباد حمله کرد، آنها پس از فرار امپراتور، به غارت اردوگاه پرداختند و به صورت دسته جمعی به زنان از جمله ملکه‌ها و شاهدخت‌ها تجاوز کردند. 
بالاجی باجیرائو کشاورزی را تشویق کرد، از روستاییان محافظت کرد و بهبود قابل توجهی در وضعیت منطقه ایجاد کرد. راغونات رائو ، برادر ناناصاحب، پس از غارت دهلی توسط احمد شاه ابدالی در سال 1756 ، به دنبال عقب‌نشینی افغان‌ها وارد عمل شد. دهلی در اوت 1757 توسط ارتش مراتا به فرماندهی راغونات رائو فتح شد و پادگان افغان را در نبرد دهلی شکست داد . این امر پایه و اساس فتح شمال غربی هند توسط مراتاها را بنا نهاد . در لاهور ، مانند دهلی، مراتاها اکنون بازیگران اصلی بودند.  پس از نبرد اتک در سال 1758 ، مراتاها پیشاور را تصرف کردند و در 8 مه 1758 نیروهای افغان را در نبرد پیشاور شکست دادند. 

درست قبل از نبرد پانی‌پات در سال ۱۷۶۱، مراتهه‌ها در یکی از لشکرکشی‌های خود به دهلی، «دیوان خاص» یا تالار بار عام خصوصی در قلعه سرخ دهلی را غارت کردند، جایی که امپراتوران مغول در یکی از لشکرکشی‌های خود به دهلی، از درباریان و مهمانان دولتی پذیرایی می‌کردند.
مراتهه‌ها که به شدت از نظر مالی در مضیقه بودند، نقره سقف دیوان خاص را کندند و زیارتگاه‌های اختصاص داده شده به مولاناهای مسلمان را غارت کردند. 
در طول حمله مراتاها به روهیلخند در دهه ۱۷۵۰ میلادی مراتاها روهیلاها را شکست دادند، آنها را مجبور کردند که در تپه‌ها پناه بگیرند و کشورشان را به گونه‌ای غارت کردند که روهیلاها از مراتاها وحشت داشتند و از آن پس از آنها متنفر بودند. 
در سال 1760، مراتهه‌ها تحت فرماندهی ساداشیورائو بهائو در واکنش به خبر بازگشت افغان‌ها به شمال هند، ارتش بزرگی را به سمت شمال فرستادند. نیروی بهائو توسط برخی از نیروهای مراتهه تحت فرماندهی هولکار ، سیندیا ، گایکواد و گوویند پانت بوندله به همراه سورج مال تقویت شد . ارتش ترکیبی متشکل از بیش از 50000 سرباز منظم، دهلی، پایتخت سابق مغول‌ها را در اوت 1760 از یک پادگان افغان بازپس گرفت. 
دهلی به دلیل تهاجمات قبلی بارها به خاکستر تبدیل شده بود و اردوگاه مراتهه با کمبود شدید آذوقه مواجه بود. بهائو دستور غارت شهر خالی از سکنه را داد.  گفته می‌شود که او قصد داشت برادرزاده‌اش و پسر پیشوا، ویشواسرائو ، را بر تخت سلطنت مغول بنشاند. تا سال 1760، با شکست نظام در دکن ، قدرت مراتهه با قلمرویی بیش از 2,500,000 کیلومتر مربع (970,000 مایل مربع) به اوج خود رسیده بود. 
احمد شاه درانی از روهیله‌ها و نواب اود خواست تا در بیرون راندن مراتهه‌ها از دهلی به او کمک کنند. [ نیازمند منبع ] ارتش‌های عظیمی از نیروهای مسلمان و مراتهه‌ها در 14 ژانویه 1761 در نبرد سوم پانی‌پات با یکدیگر درگیر شدند . ارتش مراتهه در این نبرد شکست خورد و این امر گسترش امپراتوری آنها را متوقف کرد. جات‌ها و راجپوت‌ها از مراتهه‌ها حمایت نکردند. مورخان از رفتار مراتهه‌ها با گروه‌های هندو انتقاد کرده‌اند. کاوشیک روی می‌گوید: «رفتار مراتهه‌ها با همکیشان خود - جات‌ها و راجپوت‌ها - قطعاً ناعادلانه بود و در نهایت مجبور شدند بهای آن را در پانی‌پات بپردازند، جایی که نیروهای مسلمان به نام دین متحد شده بودند.» 
مراتهه‌ها با وضع مالیات‌های سنگین بر جات‌ها و راجپوت‌ها، مجازات آنها پس از شکست دادن مغول‌ها و دخالت در امور داخلی آنها، با آنها دشمنی کرده بودند. [ نیازمند منبع ] مراتهه‌ها توسط راجا سورج مال از بهاراتپور رها شدند، کسی که قبل از شروع نبرد بزرگ از اتحاد مراتهه در آگرا خارج شد و نیروهای خود را عقب کشید، زیرا ژنرال مراتهه، ساداشیوراو بهائو، به توصیه ترک خانواده‌های سربازان (زنان و کودکان) و زائران در آگرا و نبردن آنها با سربازان به میدان نبرد توجه نکرد و همکاری آنها را رد کرد. زنجیره‌های تأمین آنها (که قبلاً توسط راجا سورج مال تضمین شده بود ) وجود نداشت. [ نیازمند منبع ]
پِشوا مادهاورائو اول، چهارمین پِشوا از کنفدراسیون مراتا بود. او به عنوان یک نیروی متحدکننده در کنفدراسیون فعالیت می‌کرد و برای تسلط بر میسور و نظام حیدرآباد به جنوب نقل مکان کرد تا قدرت مراتا را تثبیت کند. او ژنرال‌هایی مانند بونسل، اسکیندیا و هولکار را به شمال فرستاد، جایی که آنها تا اوایل دهه 1770 اقتدار مراتا را دوباره برقرار کردند. [ نیازمند منبع ] مادهاو رائو اول در سال 1767 از رودخانه کریشنا عبور کرد و حیدرعلی را در نبردهای سیرا و مادگیری شکست داد. او همچنین آخرین ملکه پادشاهی کلادی نایاکا را که توسط حیدرعلی در قلعه مادگیری زندانی شده بود، نجات داد. 
در اوایل سال 1771، ده سال پس از فروپاشی اقتدار مراتهه بر شمال هند پس از نبرد سوم پانی‌پت، ماهاداجی شینده دهلی را بازپس گرفت و شاه عالم دوم را به عنوان حاکم دست‌نشانده بر تخت سلطنت مغول نصب کرد  و در عوض عنوان وکیل‌المطلق یا نایب‌السلطنه امپراتوری را دریافت کرد و عنوان وکیل‌المطلق به درخواست او به پیشوا اعطا شد. مغول‌ها همچنین عنوان امیرالاماره (رئیس امیران) را به او دادند.  پس از تصرف دهلی، مراتهه‌ها در سال 1772 ارتش بزرگی را برای مجازات روهیله‌های افغان به دلیل دخالتشان در پانی‌پت فرستادند. ارتش آنها با غارت و چپاول و همچنین به اسارت گرفتن اعضای خانواده سلطنتی، روهیلهند را ویران کرد. 
مراتاها برای انتقام از جنایات روهیلاها در جنگ پانی‌پت به روهیلاها حمله کردند . مراتاها به رهبری ماهاداجی شینده وارد سرزمین سردار نجیب‌الدوله شدند که پس از مرگ او توسط پسرش زابیتا خان اداره می‌شد . زابیتا خان در ابتدا با شجاعت سید خان و سعادت خان در برابر حمله مقاومت کرد، اما سرانجام با مرگ سعادت خان توسط مراتاها شکست خورد و مجبور به فرار به اردوگاه شجاع‌الدوله شد و کشورش توسط مراتاها ویران شد.  ماهاداجی شینده خانواده زابیتا خان را اسیر کرد، به قبر نجیب‌الدوله بی‌احترامی کرد و قلعه او را غارت کرد.  با فرار روهیلاها، بقیه کشور به جز شهر عمروهه که توسط هزاران قبیله عمروهه سید دفاع می‌شد، به آتش کشیده شد .  روهیله‌ها که نتوانستند مقاومتی از خود نشان دهند، به ترای گریختند و از آنجا سردار حافظ رحمت خان باریچ که باقی مانده بود، در توافقی که با نواب اود ، شجاع الدوله، منعقد شد، درخواست کمک کرد. در این توافق، روهیله‌ها موافقت کردند که در ازای کمک نظامی علیه مراتهه‌ها، چهار میلیون روپیه بپردازند. حافظ رحمت، برخلاف دیدگاه دیگر روهیله‌ها مانند علی محمد و نجیب خان، از خشونت غیرضروری بیزار بود و به نقش خود به عنوان یک میانجی سیاسی افتخار می‌کرد و برای دور نگه داشتن مراتهه‌ها از روهیله‌ها، به دنبال اتحاد با اود بود. او خود را ملزم به پرداخت از طرف روهیله‌ها کرد. با این حال، پس از آنکه او از پرداخت خودداری کرد، اود به روهیله‌ها حمله کرد. 
شاه عالم دوم ، امپراتور مغول، شش سال را در قلعه الله آباد گذراند و پس از تصرف دهلی در سال 1771 توسط مراتهه‌ها، تحت حمایت آنها به پایتخت خود عزیمت کرد.  او توسط ماهاداجی شینده به دهلی اسکورت شد و در ماه مه 1771 از الله آباد خارج شد. در طول اقامت کوتاه خود، مراتهه‌ها دو معبد در شهر الله آباد ساختند که یکی از آنها معبد معروف آلوپی دیوی مندیر بود . با این حال، شاه عالم پس از رسیدن به دهلی در ژانویه 1772 و پی بردن به قصد مراتهه‌ها برای تجاوز به قلمرو، به ژنرال خود نجف خان دستور داد تا آنها را بیرون کند. در تلافی، توکوجی رائو هولکار و ویساجی کروشنا بینیواله به دهلی حمله کردند و نیروهای مغول را در سال 1772 شکست دادند. به مراتهه‌ها سند امپراتوری برای کورا و الله آباد اعطا شد . آنها توجه خود را به اوده معطوف کردند تا این دو قلمرو را به دست آورند. با این حال، شجاع حاضر به تسلیم آنها نبود و از انگلیسی‌ها درخواست کمک کرد و مراتهه‌ها در نبرد رامغات عملکرد خوبی نداشتند.  ارتش‌های مراتهه و بریتانیا در رامغات جنگیدند، اما سقوط ناگهانی پیشوا و جنگ داخلی در پونا برای انتخاب پیشوای بعدی، مراتهه‌ها را مجبور به عقب‌نشینی کرد. 
پیروزی مادهاورائو پیشوا بر نظام حیدرآباد و حیدرعلی میسور در جنوب هند، سلطه مراتهه‌ها را در دکن تثبیت کرد. از سوی دیگر، پیروزی ماهاداجی بر جات‌های ماتورا، راجپوت‌های راجستان و پشتون-روهیله‌های روهیلخند ( بخش بریلی و بخش مرادآباد اوتار پرادش امروزی ) مراتهه‌ها را در شمال هند دوباره تثبیت کرد. با تصرف دهلی در سال 1771 و تصرف نجیب‌آباد در سال 1772 و معاهدات با امپراتور مغول، شاه عالم دوم ، به عنوان پادشاهی محدود به تاج و تخت تحت حاکمیت مراتهه، احیای قدرت مراتهه در شمال کامل شد. 
مادهاو رائو در سال ۱۷۷۲، در سن ۲۷ سالگی درگذشت. مرگ او ضربه مهلکی به کنفدراسیون مراتا محسوب می‌شود و از آن زمان قدرت مراتا رو به افول گذاشت و بیشتر به یک کنفدراسیون تبدیل شد تا یک امپراتوری. [ نیازمند منبع ]

### دوران کنفدراسیون
مادهاورائو پِشوا در تلاش برای مدیریت مؤثر امپراتوری بزرگ، به قوی‌ترین اشراف نیمه‌خودمختاری داد. [ نیازمند منبع ] پس از مرگ پِشوا مادهاورائو اول ، رؤسا و جاگیردارهای مختلف به حاکمان و نایب‌السلطنه‌های بالفعل پِشوا مادهاورائو دومِ نوزاد تبدیل شدند . [ نیازمند منبع ] مراتاها تحت رهبری ماهاداجی شینده، حاکم ایالت گوالیور در مرکز هند، جات‌ها، افغان‌های روهیله، را شکست دادند و دهلی را تصرف کردند که برای سه دهه بعدی تحت کنترل مراتاها باقی ماند.  نیروهای او هاریانا امروزی را فتح کردند.  شینده در احیای قدرت مراتاها پس از شکست نبرد سوم پانی‌پات نقش مهمی داشت و در این امر، بنوا دو بوین به او کمک کرد . [ نیازمند منبع ]
پس از رشد قدرت اربابان فئودالی مانند سرداران مالوا، زمین‌داران بوندلخند و پادشاهی‌های راجپوت راجستان که از پرداخت خراج به او امتناع ورزیدند، او ارتش خود را برای فتح ایالت‌هایی مانند بوپال ، داتیا، چندری، ناروار، سالبای و گوهاد فرستاد. با این حال، او یک لشکرکشی ناموفق علیه راجای جایپور انجام داد اما پس از نبرد بی‌نتیجه لالسوت در سال 1787 عقب‌نشینی کرد.  نبرد گاجندراگاد بین مراتاها به فرماندهی توکوجیرائو هولکار (پسرخوانده مالهارائو هولکار) و تیپو سلطان از مارس 1786 تا مارس 1787 درگرفت که در آن تیپو سلطان از مراتاها شکست خورد. با پیروزی در این نبرد، مرز قلمرو مراتاها تا رودخانه تونگابهادرا گسترش یافت .  قلعه مستحکم گوالیور در آن زمان در دست چاتار سینگ ، حاکم جات گوهاد ، بود . در سال 1783، ماهاداجی قلعه گوالیور را محاصره و آن را فتح کرد. او اداره گوالیور را به خاندرائو هاری بالرائو واگذار کرد. پس از جشن گرفتن فتح گوالیور، ماهاداجی شینده دوباره توجه خود را به دهلی معطوف کرد. 
پیمان مراتا-سیک در سال 1785، ایالت‌های کوچک سیس-سوتلج را به یک تحت‌الحمایه خودمختار از سلسله سیندیا از کنفدراسیون مراتا تبدیل کرد،  زیرا ماهاداجی شینده در سال 1784 به عنوان نایب وکیل مطلق (معاون امپراتوری) امور مغول منصوب شد.  پس از جنگ دوم انگلیس و مراتا در سال 1806، آرتور ولزلی، اولین دوک ولینگتون، پیمانی را تدوین کرد که به طوایف سیک در شرق رودخانه سوتلج در ازای وفاداری آنها به ژنرال بریتانیایی جرارد لیک که به دستور او عمل می‌کرد، استقلال اعطا می‌کرد.  در پایان جنگ، مرز هند بریتانیا تا یامونا گسترش یافت.
ماهاداجی شینده ، رانیا ، فتح آباد و سیرسا را از فرماندار حصار فتح کرده بود. سپس هاریانا تحت سلطه مراتهه‌ها درآمد. او هاریانا را به چهار قلمرو تقسیم کرد: دهلی ( شاه عالم دوم ، امپراتور مغول ، خانواده‌اش و مناطق اطراف دهلی)، پانی‌پات (کارنال، سون‌پات، کوروکشترا و امبالا)، هیسار (حیسار، سیرسا، فتح آباد، بخش‌هایی از روهتک)، اهیروال (گوروگرام، ریواری، نارنول، ماهندراگار) و میوات. دولت رائو سیندیا در 30 دسامبر 1803، هاریانا را طبق پیمان سورجی-آنجانگائون به کمپانی هند شرقی بریتانیا واگذار کرد که منجر به حکومت این کمپانی در هند شد .
در سال 1788، ارتش‌های ماهاداجی، اسماعیل بیگ ، یکی از اشراف مغول که در برابر مراتهه‌ها مقاومت می‌کرد، را شکست دادند.  غلام قادر ، رئیس روهیله و متحد اسماعیل بیگ، دهلی، پایتخت سلسله مغول را تصرف کرد و شاه عالم دوم، پادشاه را برکنار و کور کرد و یک دست‌نشانده را بر تخت دهلی نشاند. ماهاداجی مداخله کرد و او را کشت و در 2 اکتبر دهلی را تصرف کرد و شاه عالم دوم را به تخت سلطنت بازگرداند و به عنوان محافظ او عمل کرد.  جایپور و جودپور ، دو ایالت قدرتمند راجپوت، هنوز از سلطه مستقیم مراتهه‌ها خارج بودند، بنابراین ماهاداجی ژنرال خود بنوا دو بوین را برای درهم شکستن نیروهای جایپور و جودپور در نبرد پاتان فرستاد .  یکی دیگر از دستاوردهای مراتهه‌ها پیروزی‌های آنها بر ارتش‌های نظام حیدرآباد بود.  آخرین مورد از این موارد در نبرد خاردا در سال 1795 رخ داد که در آن تمام قدرت‌های اصلی مراتهه به طور مشترک با نیروهای نظام می‌جنگیدند. 

#### جنگ‌های مراتا-میسور
اطلاعات بیشتر: جنگ‌های مراتا-میسور ، سرینگری شارادا پیتام ، و جنگ‌های انگلیس-میسور
مراتاها با تیپو سلطان و پادشاهی او در میسور درگیر شدند که منجر به جنگ مراتاها-میسور در سال 1785 شد. این جنگ در سال 1787 با شکست تیپو سلطان از مراتاها پایان یافت.  جنگ مراتاها-میسور در آوریل 1787 پس از نهایی شدن پیمان گاجندراگاد پایان یافت ، که طبق آن سلطان تیپو میسور موظف شد 4.8 میلیون روپیه به عنوان هزینه جنگ به مراتاها و خراج سالانه 1.2 میلیون روپیه بپردازد، علاوه بر اینکه تمام سرزمین‌های تصرف شده توسط حیدر علی را بازگرداند .  در سال‌های 1791-1792، مناطق وسیعی از کنفدراسیون مراتاها به دلیل قحطی دوجی بارا دچار کاهش شدید جمعیت شدند . 
در سال ۱۷۹۱، نیروهای نامنظمی مانند لامان‌ها ، پینداری‌ها و پوربیاس‌ها، نه مراتاها، به معبد سرینگری شانکاراچاریا حمله و آن را غارت کردند و بسیاری از مردم، از جمله برهمن‌ها، را کشتند و زخمی کردند، تمام دارایی‌های ارزشمند صومعه را غارت کردند و با جابجایی تصویر الهه سارادا، به معبد بی‌احترامی کردند . [ نیازمند منبع ]
کنفدراسیون مراتهه خیلی زود در جنگ‌های آنگلو-میسور با شرکت هند شرقی بریتانیا (مستقر در ریاست جمهوری بنگال ) علیه میسور متحد شد . پس از آنکه بریتانیایی‌ها در دو جنگ اول آنگلو-میسور از میسور شکست خوردند، سواره نظام مراتهه از سال 1790 به بعد در دو جنگ آخر آنگلو-میسور به بریتانیایی‌ها کمک کرد و در نهایت در جنگ چهارم آنگلو-میسور در سال 1799 به بریتانیایی‌ها در فتح میسور کمک کرد.  با این حال، پس از فتح بریتانیا، مراتهه‌ها حملات مکرری را به میسور برای غارت منطقه انجام دادند که آن را به عنوان جبران خسارات گذشته به تیپو سلطان توجیه می‌کردند. 

#### مداخله بریتانیا
[ ویرایش منبع ]
اطلاعات بیشتر: جنگ‌های آنگلو-ماراتا (ابهام‌زدایی) و جنگ‌های آنگلو-میسور
در سال 1775، شرکت هند شرقی بریتانیا ، از پایگاه خود در بمبئی، در یک مبارزه جانشینی در پونا، به نمایندگی از راگوناترائو (که راغوبادادا نیز نامیده می‌شود) که می‌خواست پیشوای کنفدراسیون شود، مداخله کرد. بریتانیایی‌ها همچنین می‌خواستند هرگونه اتحاد بالقوه ضد بریتانیایی، فرانسوی-مراتا را از همان ابتدا پایان دهند.  نیروهای مراتا تحت فرماندهی توکوجیرائو هولکار و ماهاداجی شینده، یک نیروی اعزامی بریتانیایی را در نبرد وادگائون شکست دادند ، اما شرایط تسلیم سنگین، که شامل بازگرداندن سرزمین‌های ضمیمه شده و سهمی از درآمدها بود، توسط مقامات بریتانیایی در بنگال رد شد و جنگ ادامه یافت. آنچه که به عنوان اولین جنگ انگلیس و مراتا شناخته شد ، در سال 1782 با احیای وضع موجود قبل از جنگ و کنار گذاشتن آرمان راگوناترائو توسط شرکت هند شرقی پایان یافت. 
در سال ۱۷۹۹، یاشوانت رائو هولکار به عنوان پادشاه هولکارها تاجگذاری کرد و اوجائین را تصرف کرد. او برای گسترش سلطه خود در آن منطقه، شروع به لشکرکشی به سمت شمال کرد. یاشوانت رائو علیه سیاست‌های پیشوا باجی رائو دوم قیام کرد . در ماه مه ۱۸۰۲، او به سمت پونا، مقر پیشوا، لشکرکشی کرد. این امر منجر به نبرد پونا شد که در آن پیشوا شکست خورد. پس از نبرد پونا، فرار پیشوا، حکومت ایالت مراتا را به دست یاشوانت رائو هولکار سپرد.  او امروت رائو را به عنوان پیشوا منصوب کرد و در ۱۳ مارس ۱۸۰۳ به ایندور رفت. همه به جز گاکواد، رئیس بارودا ، که قبلاً در ۲۶ ژوئیه ۱۸۰۲ با پیمان جداگانه‌ای حمایت بریتانیا را پذیرفته بود، از رژیم جدید حمایت کردند. او با بریتانیایی‌ها پیمان بست. همچنین، یاشوانت رائو با موفقیت اختلافات با سیندیا و پیشوا را حل کرد. او سعی کرد کنفدراسیون مراتا را متحد کند اما فایده‌ای نداشت. در سال 1802، بریتانیایی‌ها در بارودا مداخله کردند تا از وارث تاج و تخت در برابر مدعیان رقیب حمایت کنند و آنها پیمانی با مهاراجه جدید امضا کردند که استقلال او را از کنفدراسیون مراتا در ازای به رسمیت شناختن برتری بریتانیا توسط او به رسمیت می‌شناخت. قبل از جنگ دوم انگلیس و مراتا (1803-1805)، پیشوا باجی رائو دوم پیمان مشابهی امضا کرد. شکست در نبرد دهلی، 1803 در طول جنگ دوم انگلیس و مراتا منجر به از دست دادن نفوذ مراتاها بر دهلی شد. 
جنگ دوم انگلیس و مراتاها نشان‌دهنده اوج قدرت نظامی مراتاها بود که آخرین مخالفت جدی با تشکیل راج بریتانیا را نشان دادند . رقابت واقعی برای هند هرگز یک نبرد سرنوشت‌ساز برای شبه‌قاره نبود، بلکه به یک مبارزه پیچیده اجتماعی و سیاسی برای کنترل اقتصاد نظامی جنوب آسیا تبدیل شد. پیروزی در سال 1803 به همان اندازه که به مانورهای میدان نبرد و خود جنگ وابسته بود، به امور مالی، دیپلماسی، سیاست و اطلاعات نیز وابسته بود. 
در نهایت، سومین جنگ انگلیس و مراتا (1817-1818) منجر به از دست رفتن استقلال مراتا شد. این جنگ، کنترل بیشتر شبه قاره هند را به دست بریتانیایی‌ها سپرد. پیشوا به عنوان مستمری‌بگیر بریتانیایی‌ها به بیتهور (مارات، نزدیک کانپور، اوتار پرادش ) تبعید شد. منطقه مرکزی مراتا، دِش، شامل پونا، تحت حکومت مستقیم بریتانیا قرار گرفت، به جز ایالت‌های کولاپور و ساتارا که حاکمان محلی مراتا (نوادگان شیواجی و سمباجی دوم بر کولاپور حکومت می‌کردند) را حفظ کردند. ایالت‌های گوالیور، ایندور و ناگپور که تحت حکومت مراتا بودند، همگی قلمرو خود را از دست دادند و به عنوان ایالت‌های شاهزاده‌نشین که حاکمیت داخلی خود را تحت سلطه بریتانیا حفظ می‌کردند، تحت اتحادهای تابع با راج بریتانیا قرار گرفتند. سایر ایالت‌های شاهزاده‌نشین کوچک شوالیه‌های مراتا نیز تحت حکومت راج بریتانیا باقی ماندند. [ نیازمند منبع ]
سومین جنگ انگلیس و مراتاها به جای تشکیل یک جبهه مشترک، توسط جنگ سالاران مراتا به صورت جداگانه انجام شد و آنها یکی پس از دیگری تسلیم شدند. شینده و امیرخان پشتون با استفاده از دیپلماسی و فشار مطیع شدند که منجر به پیمان گوالیور  در 5 نوامبر 1817 شد. [ نیازمند منبع ] سایر روسای مراتا مانند هولکارها، بونسل‌ها و پیشواها تا سال 1818 سلاح‌های خود را تسلیم کردند. مورخ بریتانیایی، پرسیوال اسپیر، سال 1818 را به عنوان سالی سرنوشت‌ساز در تاریخ هند توصیف می‌کند و می‌گوید که در آن سال "سلطه بریتانیا در هند به سلطه بریتانیا بر هند تبدیل شد". 
این جنگ، بریتانیا، تحت حمایت شرکت هند شرقی بریتانیا، را عملاً بر تمام هند امروزی در جنوب رودخانه سوتلج مسلط کرد . الماس مشهور ناساک به عنوان بخشی از غنایم جنگ توسط این شرکت غارت شد.  بریتانیایی‌ها بخش‌های بزرگی از قلمرو امپراتوری مراتا را به دست آوردند و در واقع به پویاترین مخالفت خود پایان دادند.  شرایط تسلیمی که سرلشکر جان مالکوم به پیشوا پیشنهاد داد، به دلیل لیبرال بودن بیش از حد، در میان بریتانیایی‌ها بحث‌برانگیز بود: به پیشوا زندگی مجللی در نزدیکی کانپور پیشنهاد شد و حدود 80000 پوند مستمری داده شد. [ نیازمند منبع ]

## نقشه‌های تاریخی امپراتوری مراتا

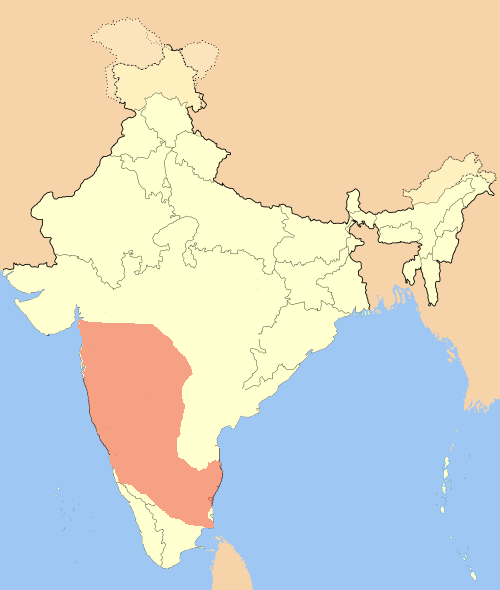
امپراتوری مراتا در ۱۶۸۰ (قرمز)
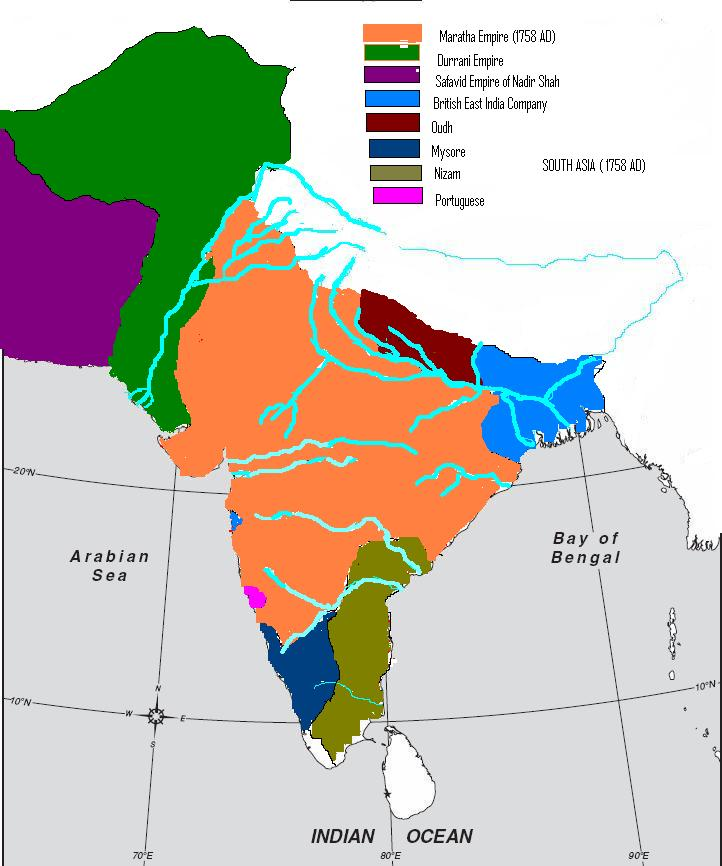
امپراتوری مراتا در بیشترین وسعت در ۱۷۵۸ (نارنجی)
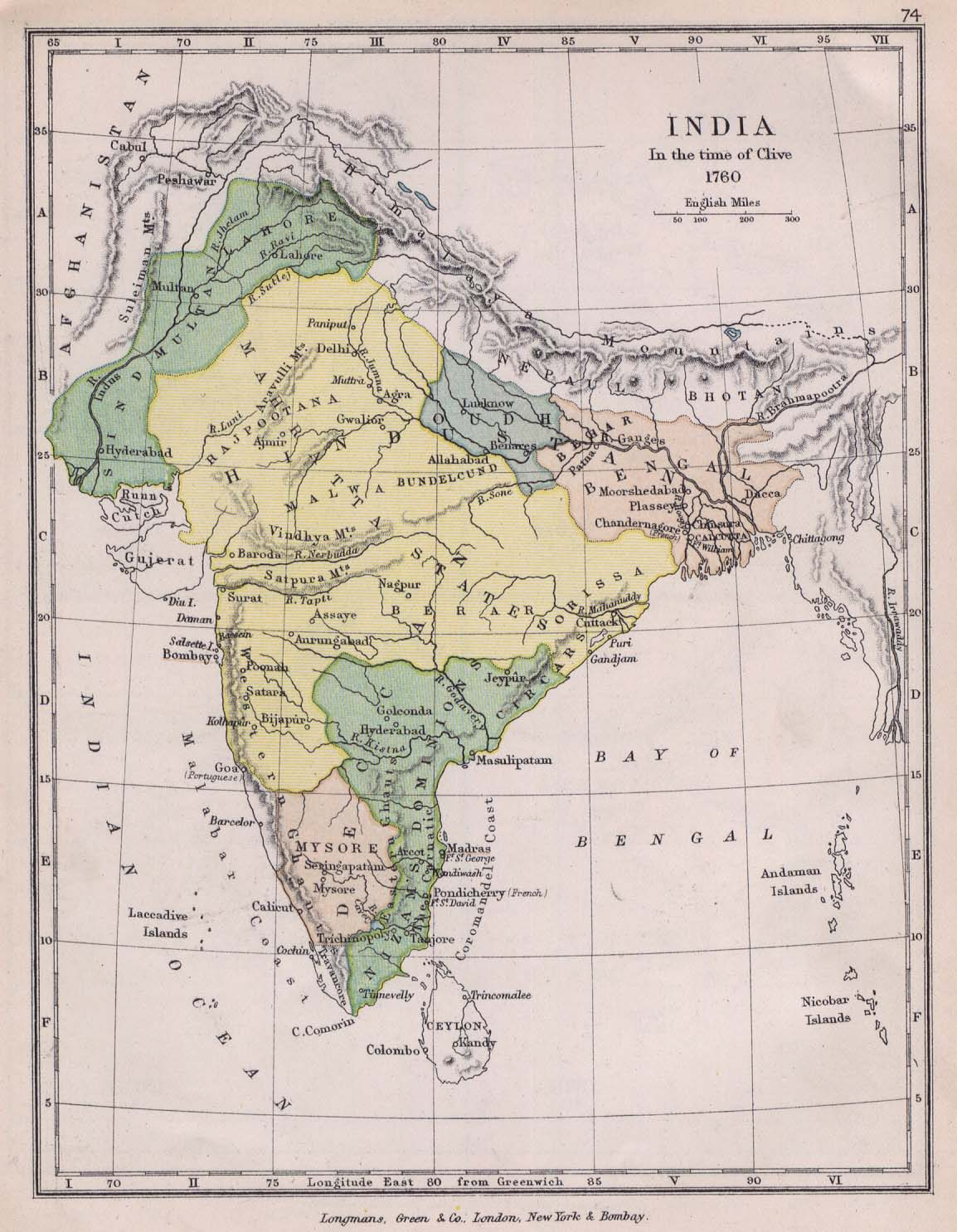
امپراتوری مراتا در ۱۷۶۰ (زرد)
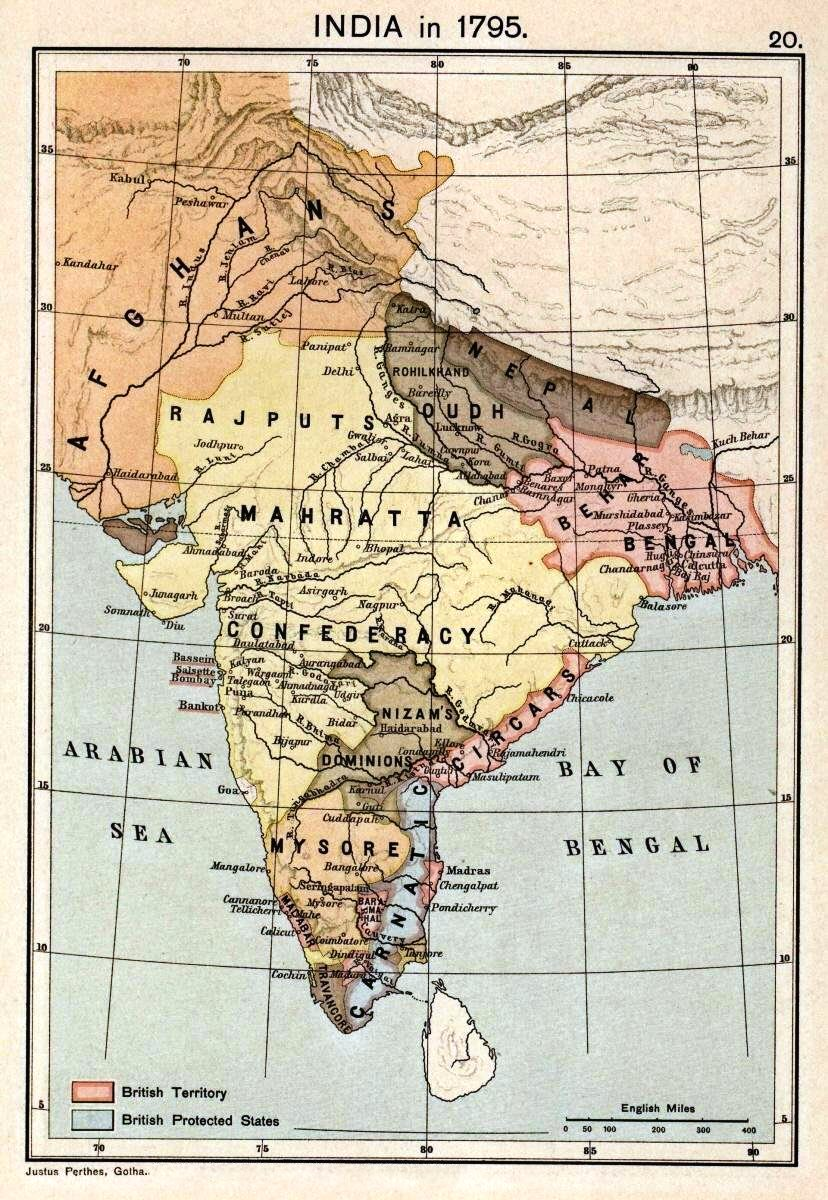
امپراتوری مراتا در ۱۷۹۴ (زرد)
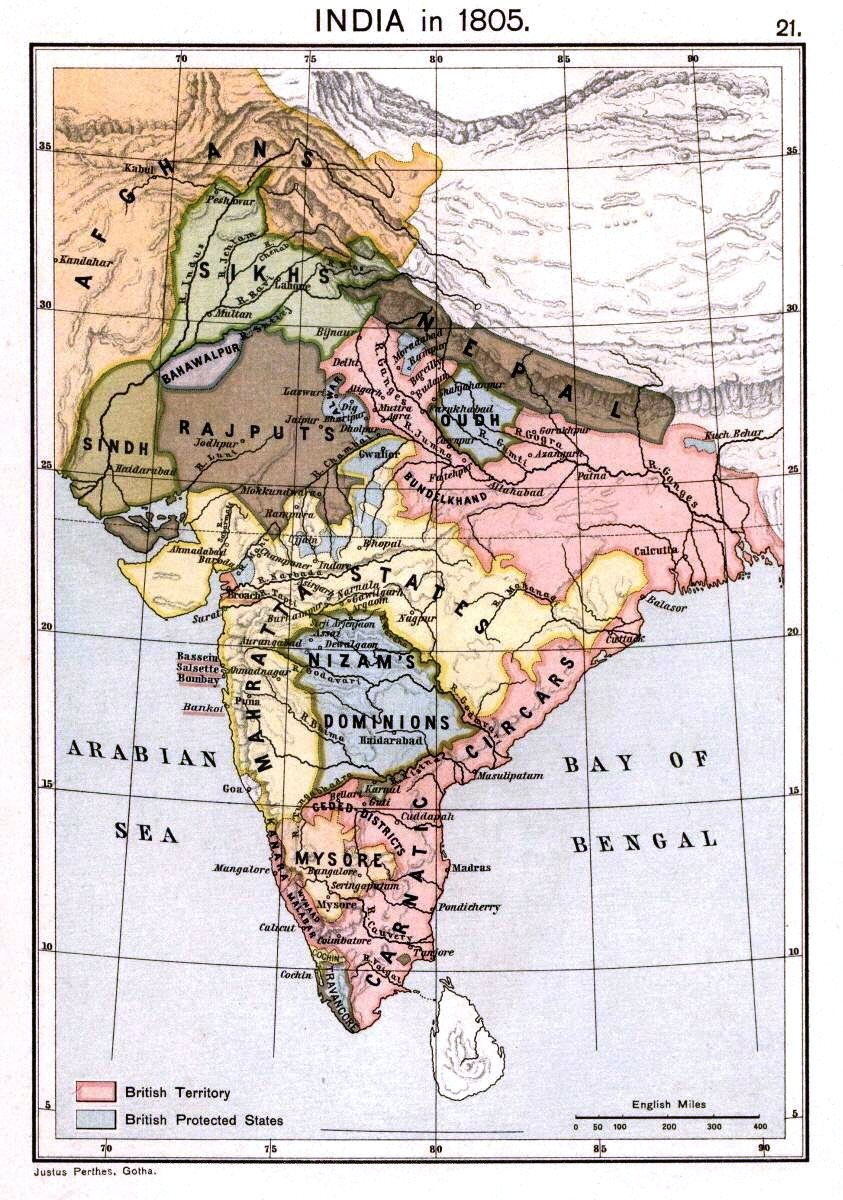
امپراتوری مراتا در ۱۸۰۵ (زرد)